# Rover 200
Rover 200, а пізніше і Rover 25 — серія маленьких сімейних автомобілів, що випускались британським виробником Rover з 1984 по 2005 рік.
Існувало три різних покоління Rover 200. Перше покоління - це чотиридверний седан на базі Honda Ballade.
Друге покоління дебютувало в 1989 році і було доступне в трьох та п'ятидверному кузові хетчбек, а також купе й кабріолет (у відносно невеликій кількості). Воно базувалося на платформі Honda Concerto, що була побудована на тій же виробничій лінії на заводі Rover в Лонгбріджі.
Остання генерація представлена в 1995 році і була розроблена самостійно Rover на платформі свого попередника, і була доступна як трьох і п'ятидверний хетчбек. Незадовго до продажу Rover у 2000 році і після модернізації, модель була перейменована і продавалась як Rover 25, а MG ZR був модифікацією Rover 25 з механічними змінами підвіски. Виробництво припинилося у 2005 році оскільки компанію MG Rover ліквідували. Виробничі права та виробничі потужності, але не ім'я Rover, тепер належать китайському виробнику автомобілів корпорації SAIC.

## Rover 200 (SD3; 1984–1989)

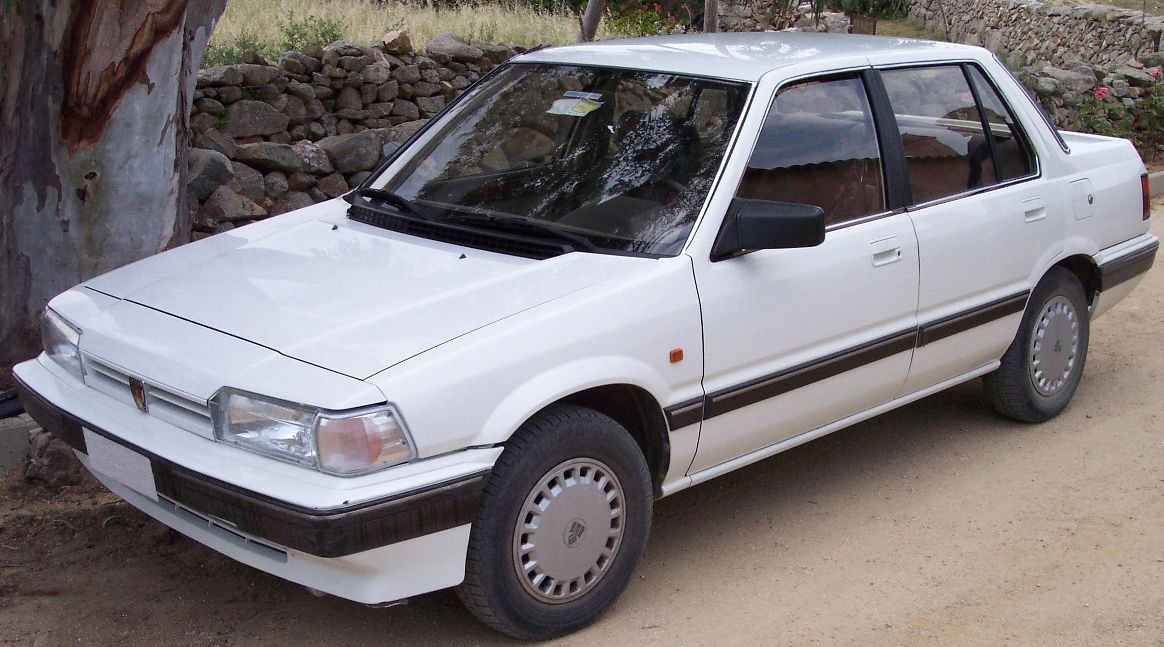
Rower 213SE

- 1.3 л Honda EV2 I4
- 1.6 л S-Series I4

## Rover 200 (R8; 1989–1995)

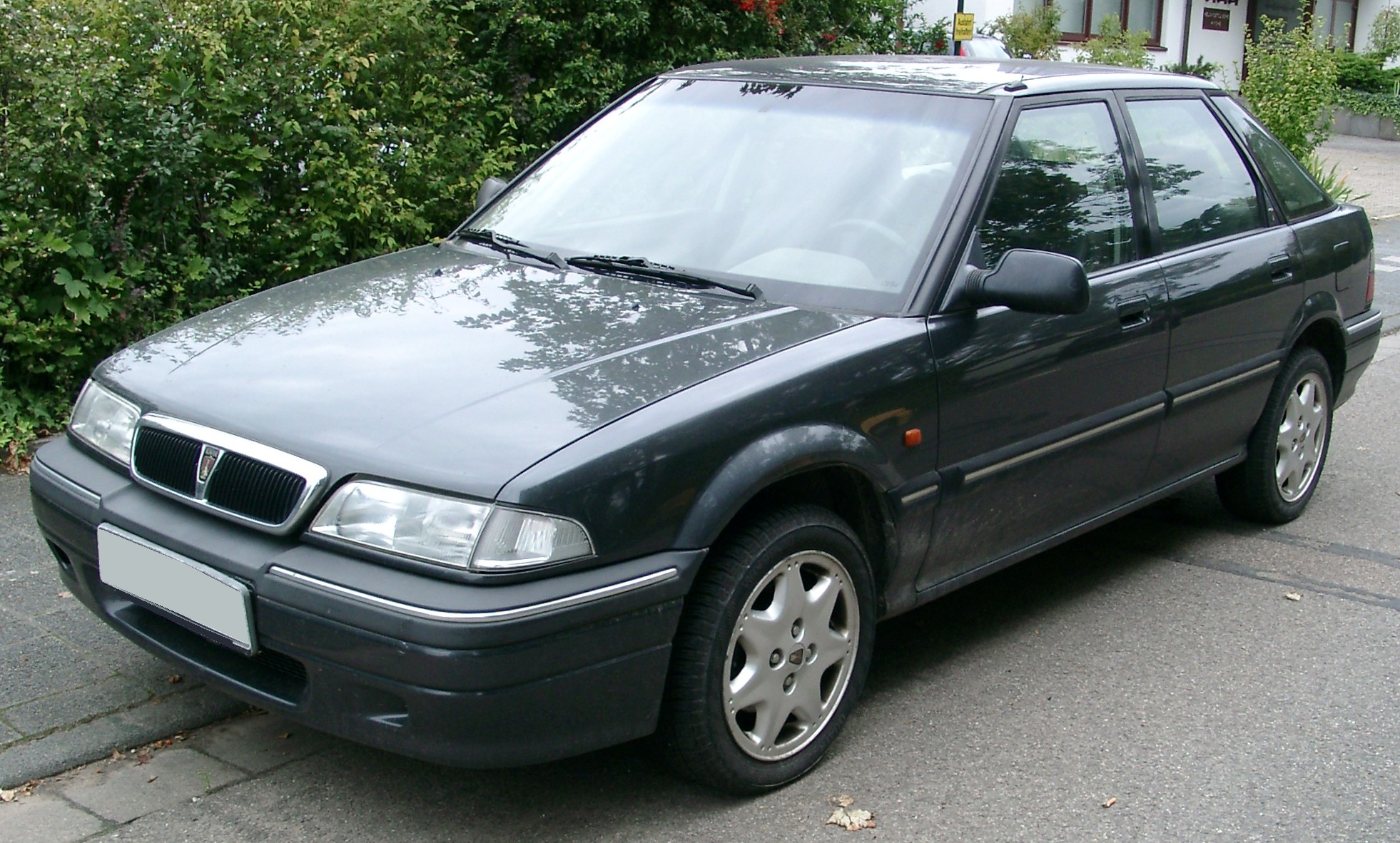
Rower 214

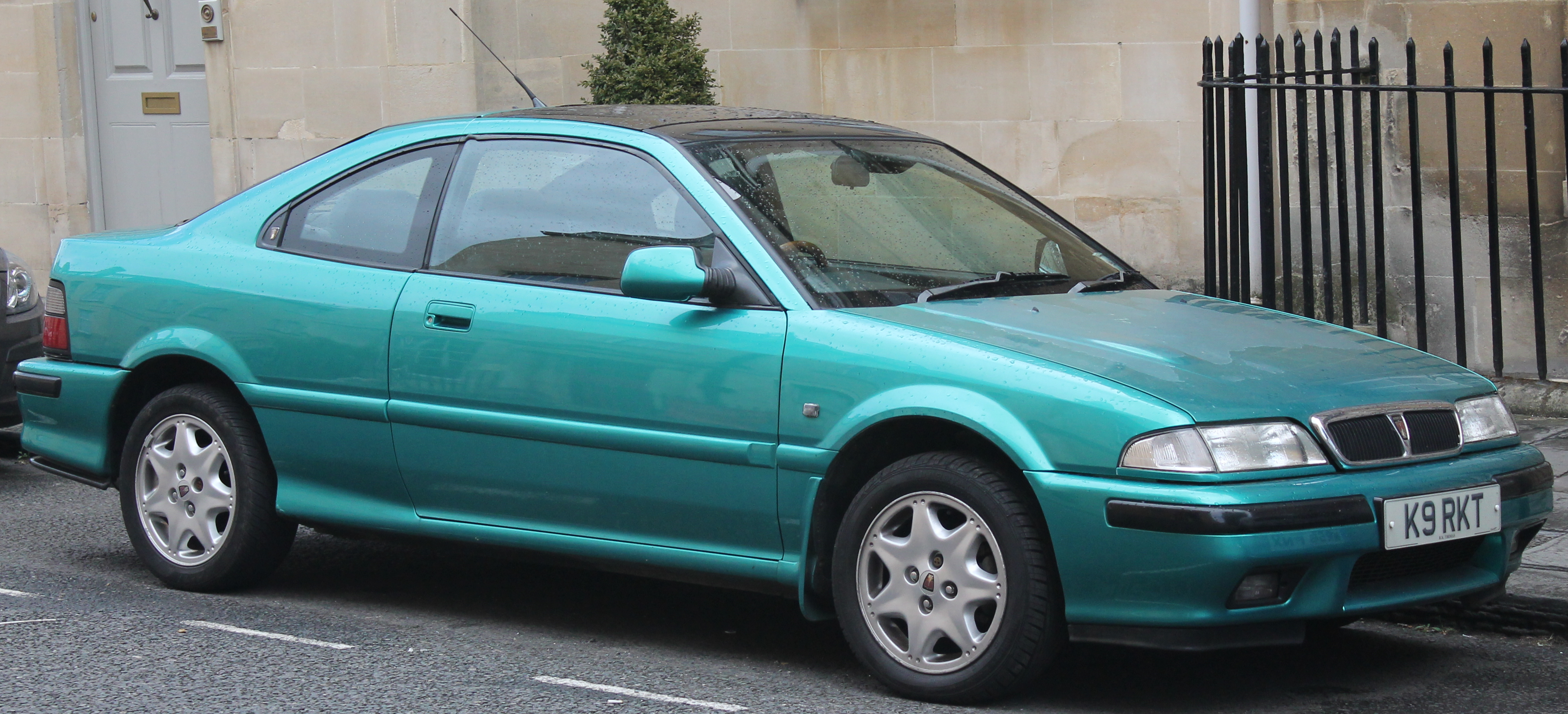
Rover 216 Coupé (1992-1998)

- 1.4 л K-Series I4
- 1.6 л K-Series I4
- 1.6 л Honda D16A6 I4
- 1.6 л Honda D16A8 I4
- 2.0 л M-Series I4
- 2.0 л T-Series I4
- 1.8 л PSA XUD7 TE I4 (turbodiesel)
- 1.9 л PSA XUD9 A I4 (diesel)

## Rover 200 (R3; 1995–1999)

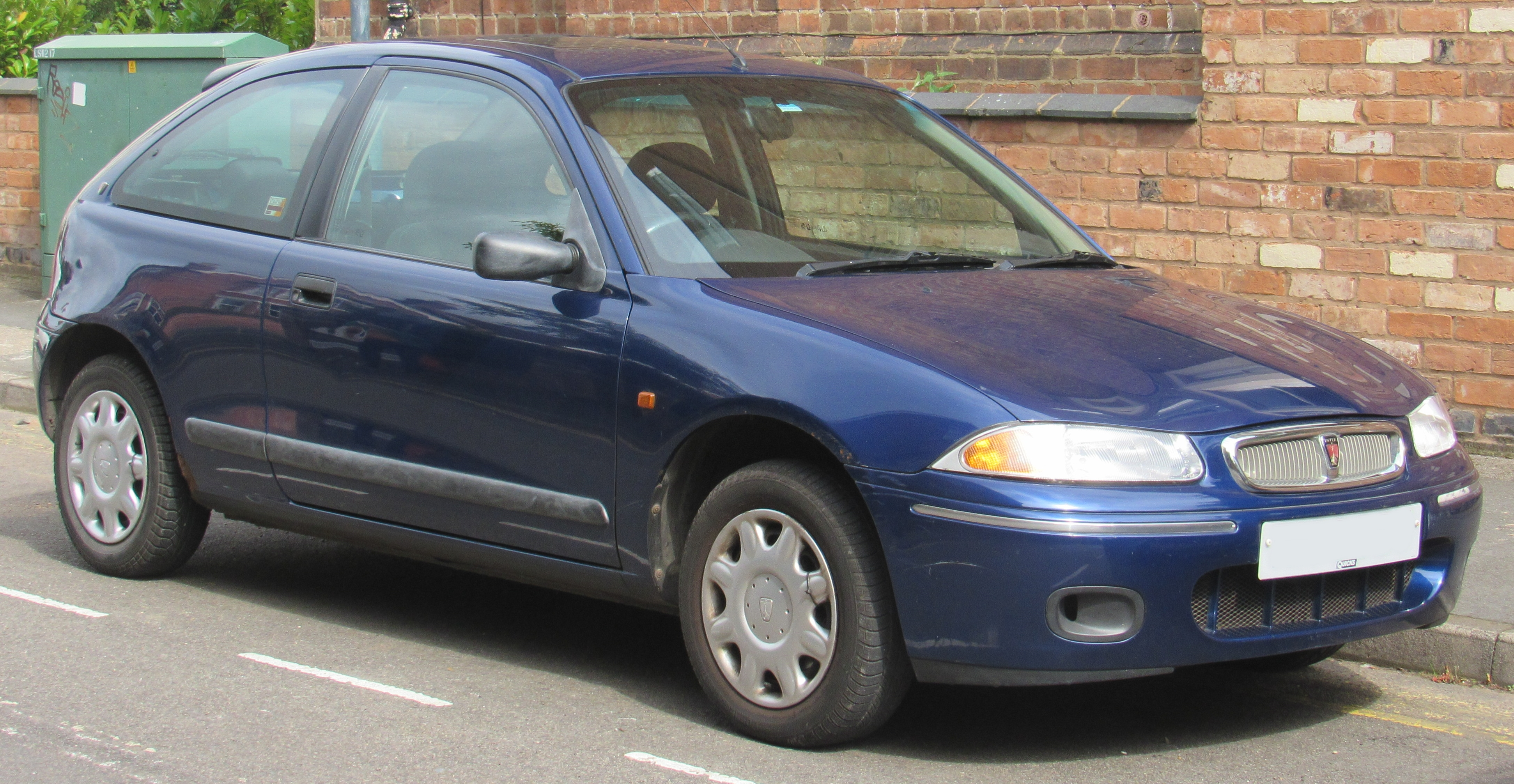
Rover 214 Si

- 1.1 л K-Series I4
- 1.4 л K-Series I4
- 1.6 л K-Series I4
- 1.8 л K-Series I4
- 1.8 л K-Series VVC I4
- 2.0 л L-Series I4 (turbodiesel)

## Rover 25 (1999–2005)

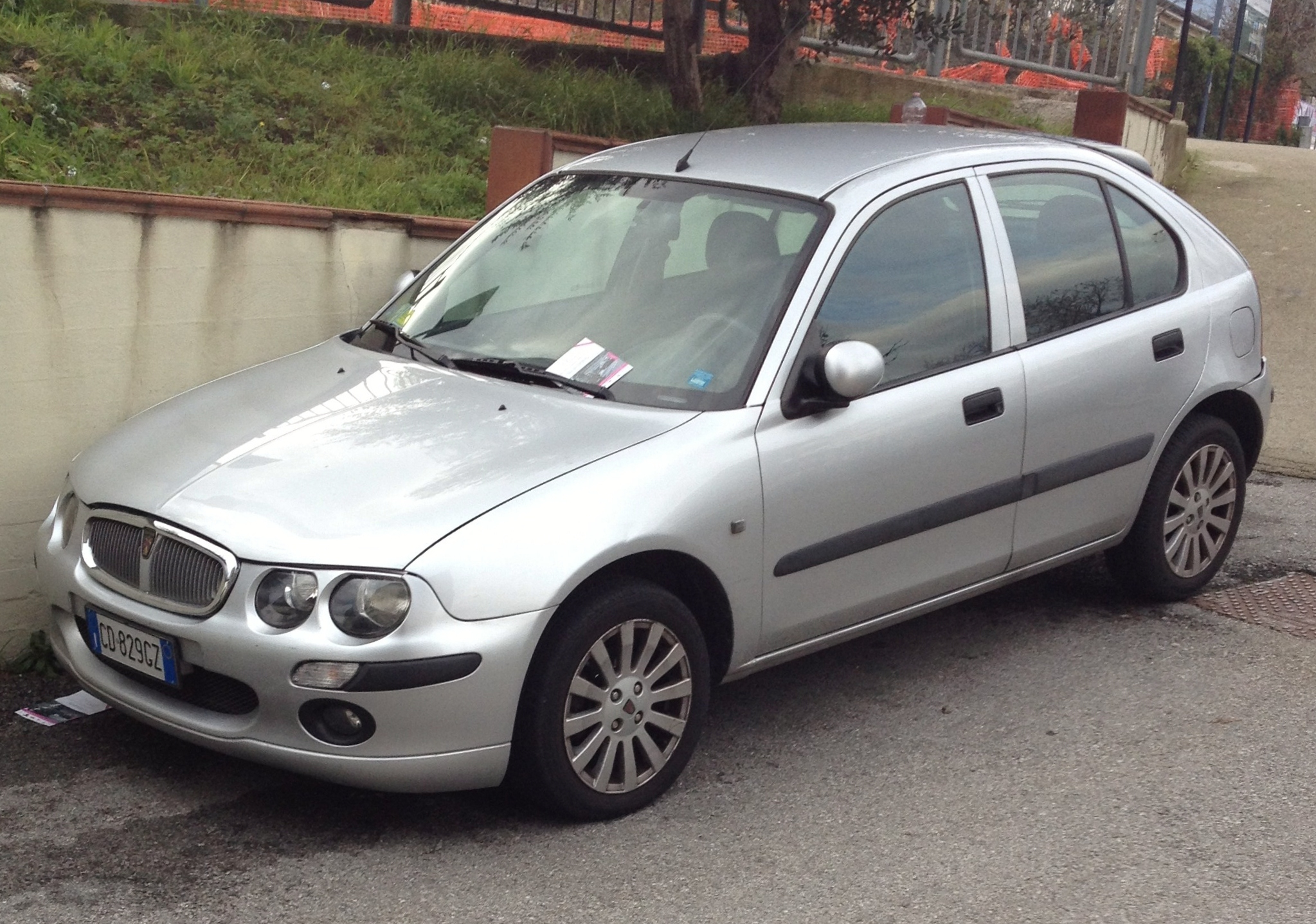
Rover 25

- 1.1 л K-Series I4
- 1.4 л K-Series I4
- 1.6 л K-Series I4
- 1.8 л K-Series I4
- 1.8 л K-Series VVC I4
- 2.0 л L-Series I4 (turbodiesel)